# Кутлугильдин, Наиль Закирович
Наиль Закирович Кутлугильдин (20 сентября 1946, посёлок Юрматы, Ишимбай) — башкирский политик, председатель Комитета Государственного Собрания — Курултая Республики Башкортостан по промышленности, транспорту, строительству, связи и предпринимательству. Член Всероссийской партии «Единая Россия».
Бывший руководитель ОАО «Салаватнефтеоргсинтез», крупнейшего нефтеперерабатывающего комплекса Европы.

## Биография
Кутлугильдин Наиль Закирович родился 20 сентября 1946 года в посёлке Юрматы Ишимбайского района Башкирской АССР. После прохождения службы в рядах Советской Армии, с 1968 года, работал на нефтехимический комбинат №18 в городе Салавате. На комбинате он прошел все ступени — от помощника аппаратчика до генерального директора ОАО «Салаватнефтеоргсинтез». Без отрыва от производства он в 1983 году закончил Уфимский нефтяной институт  по специальности инженер-технолог.
С 1977 по 1980 год Кутлугильдин Наиль Закирович работал начальником установки цеха №9 НПЗ.
С 1980 по 1985 годы — заместителем начальника, начальник цеха №9 НПЗ.
С 1987 по 1994 годы — главный инженер НПЗ.
С 1994 года он был назначен главным инженером акционерного общества «Салаватнефтеоргсинтез», а с мая 1996 года по апрель 1997 года возглавлял это предприятие.
С 1997 по 1998 годы являлся Президентом ОАО «Башнефтехим».
С января 1999 года он был вновь назначен генеральным директором акционерного общества «Салаватнефтеоргсинтез».
За время работы Наиля Закировича на предприятии были введены в строй установка ЭЛОУ-АВТ-4 по переработке карачаганакского газового конденсата на НПЗ, производство диэтиленгликоля, мембранная технология получения водорода, произведено дооборудование установки АВТ-4-БЛОК ЭЛОУ, введены в эксплуатацию объекты природоохранного назначения, в том числе узел пропарки цистерн, Ромадановский полигон захоронения отходов, сливная эстакада на НПЗ, берегоукрепительные сооружения на реке Белой.
В 1999 году  он избран депутатом Палаты представителей  Государственного Собрания – Курултая Республики Башкортостан.
С 1998 по 2002 годы Н. З. Кутлугильдин являлся освобожденным председателем Совета директоров ОАО «Салаватнефтеоргсинтез».
С 2003 по 2008 годы — председатель Комитета по промышленности, строительству, транспорту, связи, энергетике и предпринимательству Государственного Собрания – Курултая Республики Башкортостан третьего созыва.
В 2008 году он был избран депутатом Государственного Собрания – Курултая  Республики Башкортостан четвертого созыва, а также председателем постоянного Комитета по промышленности, транспорту, строительству и предпринимательству Государственного Собрания – Курултая Республики Башкортостан четвертого созыва.
В 2007 году Н. З. Кутлугильдину присвоено звание «Почётный гражданин города Салавата».
Наиль Закирович женат. Воспитывает внука. Проживает в городе Уфе.

## Награды
Имеет почетные звания «Почетный нефтехимик Минтопэнерго Российской Федерации», «Заслуженный нефтяник Республики Башкортостан». За долголетний безупречный труд в системе топливно-энергетического комплекса Н. З. Кутлугильдин  награждён орденом Салавата Юлаева, медалью «Ветеран труда».